# Espejo de Tera
Espejo de Tera es una localidad de la provincia de Soria, partido judicial de Soria ,  Comunidad Autónoma de Castilla y León, España. Pueblo de la comarca de Almarza que pertenece al municipio del mismo nombre.
Como dato curioso, Espejo de Tera es el pueblo que más frecuentemente registra la temperatura mínima en España. Esto es debido a su ubicación geográfica en la cabecera de la meseta superior en la entrada del valle de Tera. Es una zona de acusada inversión térmica. La media anual de las temperaturas mínimas es de 2,5 grados, la más baja del país. Desde 2017 cuenta con observatorio meteorológico oficial de AEMET.

## Demografía
En el año 2000 contaba con 36 habitantes, concentrados en el núcleo principal, pasando a 43 en 2014.

## Historia
El censo de Pecheros de 1528, en el que no se contaban eclesiásticos, hidalgos y nobles, registraba la existencia 12 pecheros, es decir unidades familiares que pagaban impuestos.
Lugar que durante la Edad Media perteneció a la Comunidad de Villa y Tierra de Soria formando parte del Sexmo de Tera.
A la caída del Antiguo Régimen la localidad se constituye en municipio constitucional, entonces conocido como Espejo en la región de Castilla la Vieja, partido de Soria que en el censo de 1842 contaba con 24 hogares y 91 vecinos.
A mediados del siglo XIX desaparece el municipio porque se integra en Rebollar aunque posteriormente pasa a incorporarse al municipio de Almarza.

## Lugares de interés
- Iglesia de San Bonifacio de estilo románico rural, de siglo XI.
- Puente Romano.
- La fragua.

## Fiestas
- San Roque (16 de agosto)